# Dargol
Dargol  est une localité et une commune rurale du Niger, du département de Gothèye et de la région de Tillaberi.

## Géographie
La commune s'étend sur la rive droite du fleuve Niger, la localité de Dargol est située sur la route nationale 4 (axe Gothèye-Téra).
| Kokorou                  | Sinder  | Tillabéri |
| Téra Diagourou           | Dargol  | Kourtèye  |
| Boundoré ( Burkina Faso) | Gothèye | Gothèye   |

## Histoire
La commune rurale est instaurée en 2002, elle est issue du canton de Dargol.

## Population
Lors du recensement général de 2012, la population communale est relevée à 147 779 habitants, dont 4 814 habitants pour la localité chef-lieu. La population se compose de Songhaï, Touareg, Peuls et Wogo. Le quartier des immigrants (Zongo) dans la ville principale abrite également des commerçants haoussa du Niger et d’autres commerçants de l’étranger.

## Villages
La commune s'étend sur 50 villages, 270 hameaux et un camp. Son chef-lieu se situe à Dargol. Le plus grand village par la population est Bandio.

## Services et infrastructures
La commune abrite les services suivants :
- Collège d'enseignement général (CEG) à Dargol et Bandio
- Centre de Santé Intégré (CSI) à Dargol, Bandio, Bangou Tara, Wama, Waraw et Yalwani.

## Économie
L'agriculture et le commerce transfrontalier avec le Burkina Faso constituent la base de l'économie.